# Джаямкондар
Джаямкондар (*кін. XI ст. —1-а пол. XII ст.) — тамільський придворний поет часів володарювання раджакесарі Кулотхунґа Чола I.

## Життя та творчість
Про нього відомо замало. Є лише відомості, що Джаямкондар був у почті раджакесарі. Ймовірно, більшу частину життя прослужив як придворний поет, оспівуючи дії Кулотхунґм Чоли I.
Єдиним твором, що зберігся дотепер є поема «Калінгаттиппарані» («Парані про похід на Калінгу»), в якій описується завоювання царем Чоли держави Калінга. Жанр парані мав на увазі вихваляння героя, який нібито вбив у битві 1000 слонів. У цій поеми чимало вигаданих та фантастичних подій.